# Termesivy

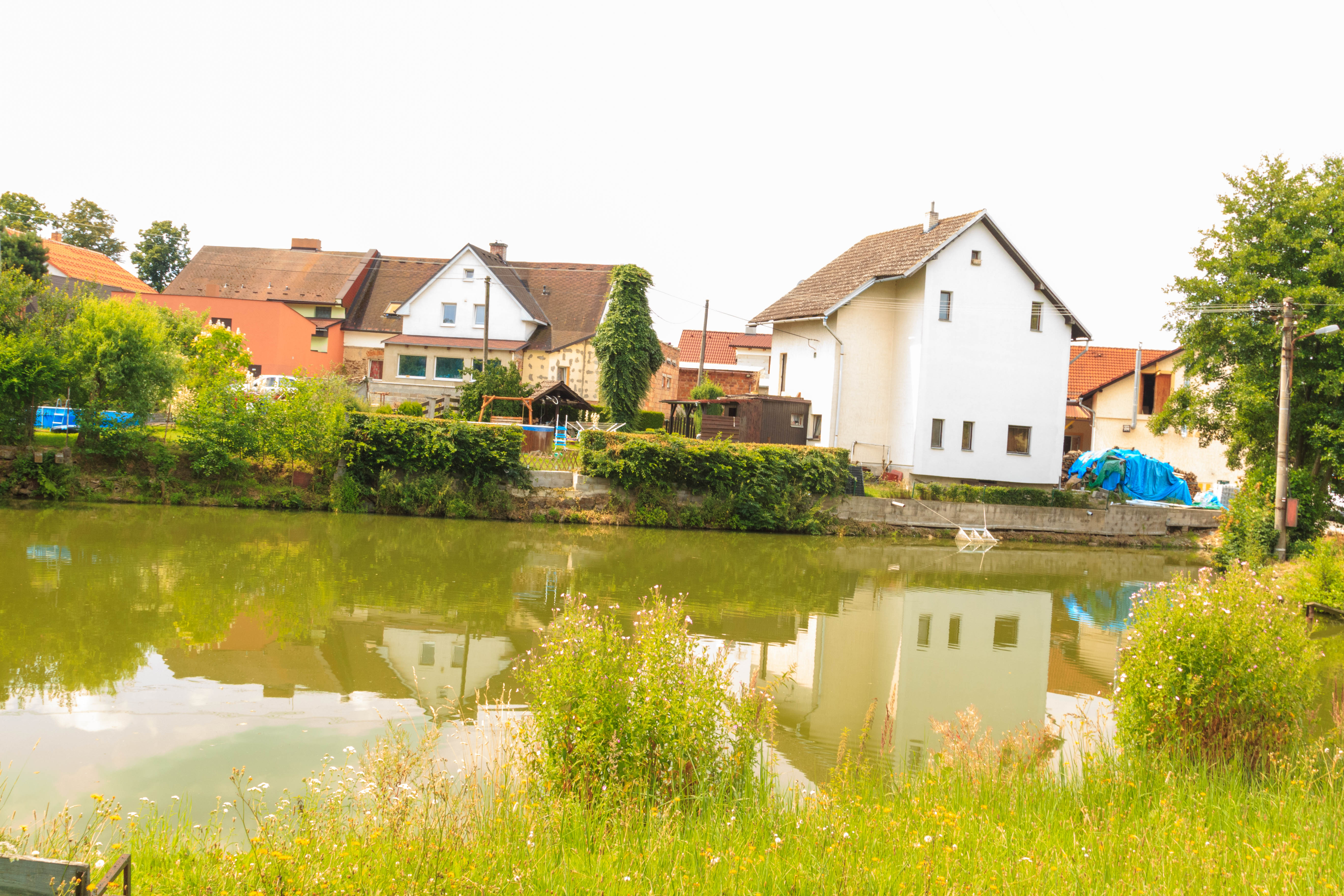
Häuser am Dorfteich Hodrcajl

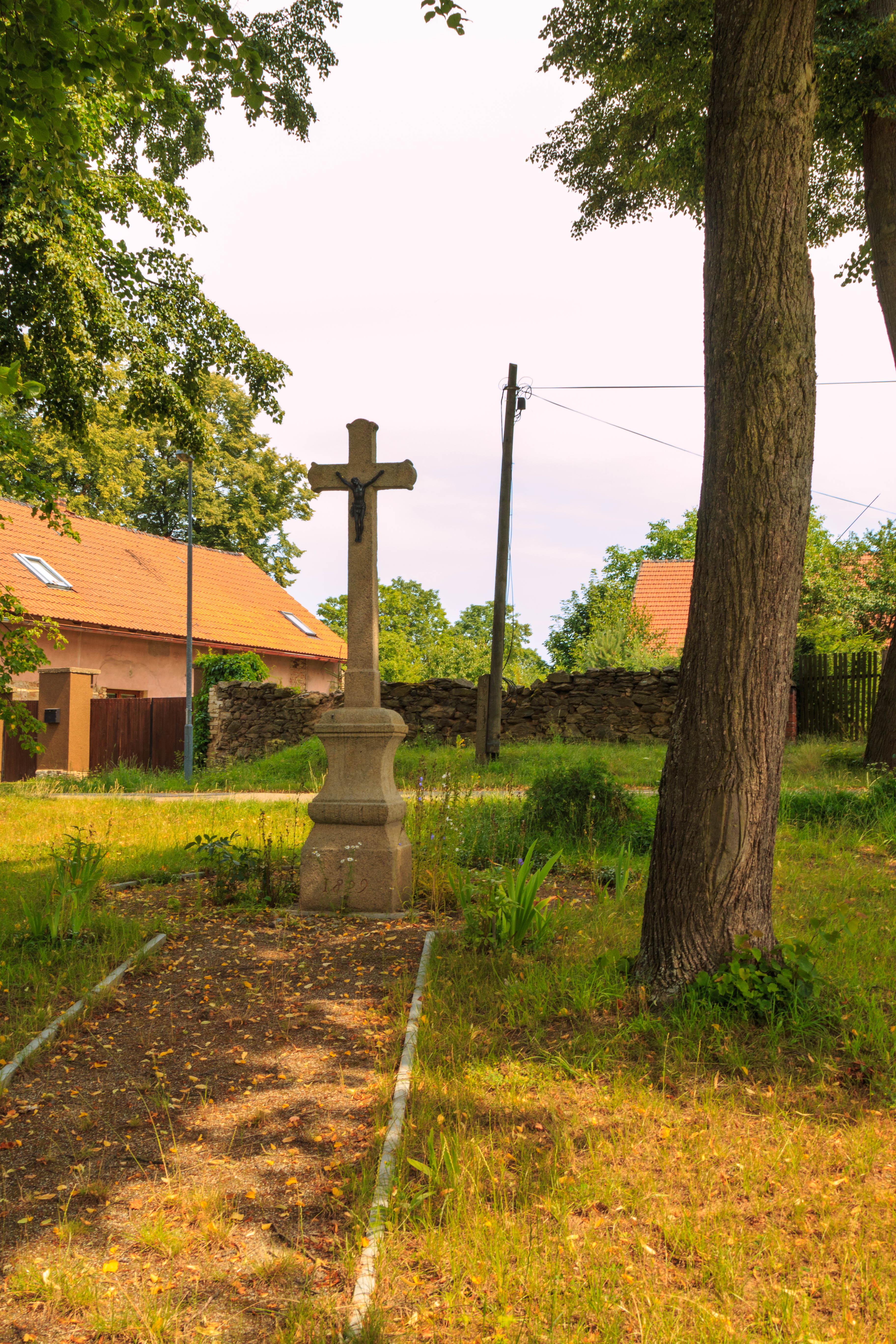
Kreuz auf dem Dorfplatz

Termesivy (deutsch Termeshof, auch Termeshöfen) ist ein Ortsteil der Stadt Havlíčkův Brod in Tschechien. Er liegt drei Kilometer östlich des Stadtzentrums von Havlíčkův Brod und gehört zum Okres Havlíčkův Brod.

## Geographie
Termesivy befindet sich linksseitig über dem Tal der Sázava auf einem Höhenrücken in der Hornosázavská pahorkatina (Hügelland an der oberen Sázava). Südwestlich des Dorfes liegt das Tal der Šlapanka. Nördlich befinden sich die Amylonské rybníky, eine Kaskade von 11 kleineren Teichen. Im Norden und Westen führt die Bahnstrecke Brno–Havlíčkův Brod durch das Sázava-Tal. 
Nachbarorte sind Hamry, Dvorce, Samoty und Böhmův Dvůr im Norden, Rouštany und Zálesí im Nordosten, Dvorek, Pohled, U Eisů und U Dušků im Osten, Dlouhá Ves und Bartoušov im Südosten, Juliin Dvůr, Mírovka und Herlify im Süden, Vysočany und Poříčí im Westen sowie Žižkov, Stříbrný Dvůr und Pohledští Dvořáci im Nordwesten.

## Geschichte
Nach der Gründung der Stadt Brod Smilonis wurde in der Mitte des 13. Jahrhunderts in deren Weichbild in ein bis zwei Kilometern Entfernung ein Gürtel von landwirtschaftlichen Einzelhöfen der Broder Bürger angelegt. Die Bewirtschaftung der Höfe erfolgte nicht durch die Bürger selbst, sondern durch freie Erbpächter, die dafür einen festen Schoss zahlten. Die Höfler waren anfänglich ganz freie Bauern und wurden im 14. Jahrhundert unter Befreiung von fast allen Verpflichtungen der Grundobrigkeit untertänig. Im Gegensatz zu den böhmischen Freihöfen waren die Höfler nicht landtäflig belehnt, sie standen mit den Eigentümern in einem erblichen emphyteutischen Verhältnis. Die Rechtsstellung der Höfler ist vergleichbar mit den Künischen Freibauern, nirgends sonst im Königreich Böhmen lagen die Freihöfe in einer solchen Dichte wie um Brod Smilonis. 
Die erste schriftliche Erwähnung des Hofes Tirmanshofen erfolgte im Jahre 1379. Nachdem die Stadt Deutschbrod 1422 von den Hussiten unter Jan Žižka erobert und zerstört worden war, bemächtigte sich Nikolaus Trčka von Lípa der Stadtgüter und schlug sie seiner Burg Lipnitz zu. Die meisten Höfler machte er seinen Meierhöfen Chlístov und Klanečná untertänig. Im Jahre 1496 kam es zu einer Rebellion der Höfler, die ihre alten Rechte wiederhergestellt haben wollten. Im Jahre 1562 erwarb Franz von Thurn und Valsassina die Herrschaft Deutschbrod, die Rychta der Höfler wurde dabei von den Deutschbroder Stadtrechten abgetrennt und der Herrschaft Světlá zugeordnet. Im Gegensatz zu den meisten Höfen um Deutschbrod unterstand Termesivy nicht dem Höfler-Rychtář in Veselice; im Urbar der Herrschaft Světlá wurde Termesivy 1591 mit acht abgabepflichtigen Höfen, darunter einem Vogt, separat aufgeführt.
Jan Rudolf Trčka von Lípa, der die Herrschaft Světlá 1597 von seinem Bruder Maximilian geerbt hatte, verkaufte 1598 das Dorf Suchá sowie die Höfe Termesivy, Šenklhofy, Spálené dvory, Pavučkovy dvory und Kylhofy seinem Swietlaer Hauptmann Johann Güglinger von Kneiselstein (Jan Gyglingar z Kneislštejna). Die damit von den übrigen dvořáci na samotách kolem Brodu (Höfler in den Einöden um Brod) abgetrennten Höfe wurden als dvořáci na vrších (Höfler auf den Höhen) bezeichnet. Das Gut Termesivy und die Höfler auf den Höhen wurden nach der Schlacht am Weißen Berg aus dem Besitz des Güglinger von Kneiselstein konfisziert und dem Kloster Frauenthal übereignet, fortan wurde dieser Teil der Höfler als Frauenthaler Höfler bezeichnet. In der Seelenliste von 1651 sind für Termesivy 7 Höflerfamilien (43 Personen), 6 Häusler- und Inwohnerfamilien und ein Müller aufgeführt. 1654 weist die berní rula 8 Höfleranwesen mit einer Gesamtfläche von 620 Strich und 10 weitere Anwesen mit insgesamt 306 Strich aus. 1782 hob Kaiser Joseph II. das Zisterzienserinnenkloster auf und wies das Gut Frauenthal und Termeshöfen dem Religionsfonds zu. Bis 1807 wurde das Gut von der k.k. böhmischen Staatsgüteradministration verwaltet, danach öffentlich versteigert und an Joseph Graf von Unwerth verkauft. Nach dessen Tod erbte 1822 Eugen Graf Silva-Tarouca-Unwerth den Besitz.
Im Jahre 1840 bestand das im Caslauer Kreis gelegene Dorf Termeshof bzw. Termeshöfen aus 30 Häusern, in denen 195 Personen lebten. Im Ort gab es einen herrschaftlichen Meierhof und ein dominikales Hegerhaus. Zu Termeshof konskribiert war die aus einem Meierhof und vier Häusern bestehende Einschicht Riedelhof. Pfarrort war Teutschbrod. Bis zur Mitte des 19. Jahrhunderts blieb das Dorf dem Gut Frauenthal und Termeshöfen untertänig.
Nach der Aufhebung der Patrimonialherrschaften bildete Termesivy / Termeshof ab 1849 mit dem Ortsteil  Herlify / Riedelhof eine Gemeinde im Gerichtsbezirk Deutschbrod. Ab 1868 gehörte der Ort zum Bezirk Deutschbrod. 1869 hatte Termesivy 288 Einwohner und bestand aus 31 Häusern. Im Jahre 1900 lebten in Termesivy 368 Menschen, 1910 waren es 389. 1930 hatte Termesivy 337 Einwohner und bestand aus 47 Häusern. Am 30. April 1976 erfolgte die Eingemeindung nach Havlíčkův Brod. Beim Zensus von 2001 lebten in den 66 Häusern des Dorfes 155 Personen.

## Ortsgliederung
Zu Termesivy gehören die Einschichten Dvorek (Hutterhöfel), Juliin Dvůr, Samoty und Zálesí. 
Der Katastralbezirk Termesivy umfasst die Ortsteile Herlify (Riedelhof) und Termesivy.

## Sehenswürdigkeiten
- Mehrere Flurkreuze
- Wüste Feste Hadrburk (Haderburg) an der Sázava